# Холлинвуд
Хо́ллинвуд (англ. Hollinwood) — юго-западный район (до 1713 года — пригородный посёлок) города Олдем; избирательный участок, входящий в  муниципальный район Олдем церемониального и метропольного графства Большой Манчестер (Северо-Западная Англия, Великобритания). Разделён автомагистралью A62, соединяющей Манчестер и Лидс. Граничит с городами Чаддертон и Фэйлсуэрт. Население (по данным переписи населения в Великобритании 2001 года) — 9909 человек.